# Christian Walter Much
Christian Walter Much (* 31. Mai 1953 in Luxemburg) ist ein deutscher Diplomat und von 2013 bis 2016 Botschafter in Libyen.

## Leben
Nach dem Abitur an Europäischen Schulen in Luxemburg und Brüssel studierte Much von 1971 bis 1975 Rechtswissenschaften an der Universität Hamburg sowie der Albert-Ludwigs-Universität Freiburg. Daneben studierte er von 1976 bis 1979 Anthropologie (Abschluss: Zwischenprüfung). Nach dem Ersten Juristischen Staatsexamen befand er sich von 1977 bis 1979 im juristischen Vorbereitungsdienst und legte danach 1979 das Zweite Juristische Staatsexamen ab. Im Anschluss hielt er sich kurzzeitig als Gaststudent an der Harvard University auf und arbeitete für einige Zeit in einer Rechtsanwaltskanzlei in Paris.
1980 trat Much in den deutschen Auswärtigen Dienst ein und fand nach Abschluss der Laufbahnprüfung für den höheren Dienst zwischen 1982 und 1992 Verwendung an Auslandsvertretungen im Nahen Osten, in Ungarn und in Zentralamerika sowie in der Zentrale des Auswärtigen Amtes.
Danach war er von 1992 bis 2008 an der Ständigen Vertretung bei den Vereinten Nationen in New York City sowie im Auswärtigen Amt in Berlin fast durchgehend mit Fragen der Vereinten Nationen beschäftigt und zuletzt Leiter des Referats für Globale Fragen und Grundsatzfragen der Vereinten Nationen. Danach war er von 2008 bis April 2010 Leiter der Kulturabteilung der Botschaft in Italien. Von April 2010 bis Juni 2013 war Much Generalkonsul in Neapel, von Juli 2013 bis August 2016 Botschafter in Libyen.
2017 war er mehrere Monate lang kommissarischer Leiter der Internationalen Akademie Nürnberger Prinzipien.

## Veröffentlichungen
- Goin' Home – oder: Ein Aufbruch. Wolke Verlag, Hofheim am Taunus 2023. ISBN 978-3-95593-258-9
- Die Pupille des Drachen – Vom Mehrwert diplomatischer Verhandlungen. In: Mehrwert Diplomatie (Hrsg.: Otto Lampe). Otto Meißners Verlag, Hamburg 2023, ISBN 978-3-8280-3765-6
- Michls letzte Reise. TwentySix, Norderstedt 2021, ISBN 978-3-7407-8363-1
- Der andere Ast – Eine alternative Geschichte Südtirols. TwentySix, Norderstedt 2021, ISBN 978-3-7407-8277-1
- Revitalisierung der UN-Generalversammlung – Die unendliche Geschichte. In: Die Reform der Vereinten Nationen – Bilanz und Perspektiven (Hrsg.: Johannes Varwick, Andreas Zimmermann). Duncker & Humblot, Berlin 2006, ISBN 3-428-12266-6
- Die Vereinten Nationen und Unternehmen in bewaffneten Konflikten. In: „Wir, die Völker (...)“ – Strukturwandel in der Weltorganisation (Hrsg.: Sabine von Schorlemer). Peter Lang Europäischer Verlag der Wissenschaften, Frankfurt am Main 2006, ISBN 3-631-55318-8
- The International Criminal Court (ICC) and Terrorism as an International Crime. In: Michigan State Journal of International Law, Volume 14, 1/2006. Michigan State University, Lansing (USA) 2006
- Bedeutung und Stellenwert der Allgemeinen Erklärung der Menschenrechte für die Menschenrechtspolitik der deutschen Bundesregierung.  In: Zur Wirkungsgeschichte der Allgemeinen Erklärung der Menschenrechte in Verfassungsrecht und Politik (Hrsg.: Klaus Dicke). UNO-Verlag, Berlin 2004, ISBN 3-923904-58-4
- Der begrenzte Handlungsspielraum des UN-Hochkommissars für Menschenrechte. In: Europa-Archiv 19/1994. Verlag für Internationale Politik, Bonn 1994
- Die afrikanische Charta der Menschenrechte und der Rechte der Völker. In: Europa-Archiv 1/1988. Verlag für Internationale Politik, Bonn 1988

| Personendaten    | Personendaten          |
| ---------------- | ---------------------- |
| NAME             | Much, Christian Walter |
| KURZBESCHREIBUNG | deutscher Diplomat     |
| GEBURTSDATUM     | 31. Mai 1953           |
| GEBURTSORT       | Luxemburg              |